# Flavio Ambrosetti
Flavio Ambrosetti (* 8. Oktober 1919 in Lugano; † 21. August 2012 im Caslano) war ein Schweizer Jazzmusiker (vor allem Altsaxophon) und Maschinenfabrikant.

## Leben und Wirken
Ambrosettis lernte zunächst Piano und nahm dann Vibraphonunterricht. Beeindruckt von Coleman Hawkins wechselte er zum Saxophon. Er arbeitete zunächst in der elterlichen Maschinenfabrik mit, bevor er diese übernahm. Daneben war er als Amateurmusiker einer der Beboppioniere in Europa. 1949 spielte er auf dem legendären Jazzfestival von Paris in Hazy Osterwalds Band und begegnete dort seinem Vorbild Charlie Parker. Auch in den folgenden Jahren kam es immer wieder zu Platteneinspielungen, etwa mit Elsie Bianchi, und zu (auch internationalen) Auftritten, beispielsweise 1967 mit eigener Gruppe beim Monterey Jazz Festival.  Mit dem aus seiner ersten Ehe stammenden Sohn Franco Ambrosetti spielte er schon früh in Mailand (etwa 1963 mit Kenny Clarke). 1972 gründeten Vater und Sohn mit George Gruntz und Daniel Humair The Band, die die Keimzelle der späteren The George Gruntz Concert Jazz Band war.
Ambrosetti hat sich weiterhin als Organisator des Jazzfestivals von Lugano, Estival Jazz, einen Namen gemacht. Er starb im August 2012 im Alter von 92 Jahren im Tessin.

## Auswahldiskographie
- Flavio Ambrosetti: Anniversary (Enja)
- Franco Cerri and His European Jazz Stars (Columbia, 1959)
- Franco Cerri: International Jazz Meeting (Columbia, 1961)
- Various Artists: Jazz in Switzerland (Delta, 1930–1975)
- George Gruntz: The MPS Years 1971-1980
- George Gruntz: The Band - The Alpine Power Plant (MPS, 1972)
- George Gruntz: The Band - Live at the Zurich Schauspielhaus (MPS, 1976)
- Franco Ambrosetti and Don Sebesky (Dire Silverline Records, 1979)